# Lester H. Germer

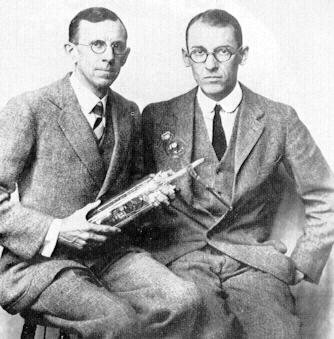
Clinton Davisson (links) und Lester Germer (rechts).

Lester Halbert Germer (* 10. Oktober 1896 in Chicago, Illinois; † 3. Oktober 1971 in Gardiner, New York) war ein US-amerikanischer Physiker. Zusammen mit seinem Kollegen Clinton Davisson wies er 1927 erstmals experimentell die Welleneigenschaften von Elektronen nach.

## Leben
Nach seinem Abschluss an der Columbia University arbeitete Germer unter der Aufsicht von Clinton Davisson bei den Bell Telephone Laboratories in New York City. Dort gelang es den beiden durch Beschuss eines einzelnen Nickelkristalls mit einem Elektronenstrahl, dem Davisson-Germer-Experiment, die von Louis-Victor de Broglie vorhergesagten Welleneigenschaften von Elektronen nachzuweisen.
1928 wurde er Fellow der American Physical Society.